# ロストヒーローズ
『ロストヒーローズ』（LOST HEROES）は、バンダイナムコゲームス・バンプレストレーベルより2012年9月6日に発売されたニンテンドー3DSおよびPlayStation Portable用ゲームソフト。
本稿では続編であるニンテンドー3DS用ソフト『ロストヒーローズ2』についても記載する。

## 概要
SDにディフォルメされたロボットアニメや特撮作品のキャラクターが戦うクロスオーバー作品「コンパチヒーローシリーズ」の1つ。本作はグレイトバトルシリーズなどと同じく、仮面ライダーとウルトラマンは変身後の姿のみの登場で、ガンダムなどモビルスーツには意思がある設定。そのため人間キャラクターは登場しないが、キャラクター設定は原作における主要な変身者やパイロットのものをそのまま引き継いでおり、例えばメタスやカプルは女性として描かれている。
ジャンルは同シリーズとしては初となる、3D視点のダンジョン探索型RPG。開発は、過去に『世界樹の迷宮』シリーズなどの同ジャンルRPGの開発実績を持つ、ランカースが担当している。また、CERO：B（12才以上対象）となった初の作品でもある。

### ロストヒーローズ（第1作）
シリーズ1作目。第一報は2011年10月21日のNintendo Directにおいて、2003年以降途絶えていたコンパチヒーローシリーズ最新作として発表された（ただし実際は本作より後（11月25日）に発表された『グレイトバトル フルブラスト』の方が先に発売された）。コンパチヒーローシリーズ初のマルチプラットフォームタイトルでもある。キャラクターボイスは仮面ライダーのアイテム音声とウルトラマンの掛け声のみ実装。
3DS版はすれちがい通信に対応しており、すれちがった人数に応じてランダム・キューブのランクが上がり、レアなアイテムを入手しやすくなる。PSP版はカスタムサウンドトラックに対応しており、ヒーロースキル発動時のBGMを独自に設定することができる。
初回封入特典として、3DS版には『SDヒーロー総決戦 倒せ!悪の軍団』のダウンロードコード、PSP版には特製カスタムテーマ5種とゲーム内アイテムなどが手に入るプロダクトコードが付属した。
『ロストヒーローズ2』には封入特典として、ヒーロースキルの演出にキャラクターボイスを追加し、周回プレイの導入や、ゲームバランス調整が施された『ロストヒーローズBONUS EDITION』のダウンロードコードが付属。

### ロストヒーローズ2
シリーズ2作目。第一報は2014年11月6日のNintendo Directにて発表された。今作は3DSのみのシングルプラットフォーム。新たにキャラクターボイスや新システム「ラッシュシステム」などが実装された。ダウンロードコンテンツも導入されており、別途購入することで『ロストヒーローズ』に登場した一部のパーティーキャラやサブクエストを追加できる。
数量限定生産版『PREMIUM EDITION』では、ゲーム内に『ヒーロー戦記 プロジェクト オリュンポス』の移植版と、原典の主題歌等を20曲収録しているほか、『ロストヒーローズ』と『ロストヒーローズ2』の設定資料集が付属。また、通常版・『PREMIUM EDITION』共に封入特典として、前述した『ロストヒーローズ BONUS EDITION』のダウンロードコードが付属する。
しかし『PREMIUM EDITION』のみ『ロストヒーローズ BONUS EDITION』のダウンロードコードの封入漏れが発生しており、発売前日より郵送による対応を受け付けている。

## システム
スキル
HEROスキル
クロスオーバースキル
スキルツリー
フォース
アシスト
装備強化
ライドバトル
ラッシュシステム
『2』から登場。

## 登場キャラクター
声は『2』および『BONUS EDITION』での担当声優。

### パーティーキャラクター

#### ガンダムシリーズ
Ζガンダム
声 - 飛田展男 / 出典 - 機動戦士Ζガンダム
ビギンズキューブでメタスと共にハンブラビ隊に苦戦しているところをνガンダムたちに助けられ仲間となる。
ステータスは間接攻撃と速度が高いがそれ以外は低め。スキルも間接系がメイン。
『2』では、DLCキャラクターとして登場。

νガンダム
声 - 古谷徹 / 出典 - 機動戦士ガンダム 逆襲のシャア
ガンダム勢で最初に登場するヒーロー。ゾフィー救出までヒーローたちをまとめる役割を担当していた。
ステータスは序盤のメンバーの中では速度は低く、スキルは味方全体の回避率を上げる「ダミー・バルーン」や味方全体を守る「Iフィールド」などのサポート系が多い。
『2』では、DLCキャラクターとして登場。冒頭で1号とウルトラマンともに処刑されたが、間一髪で助かった模様。

ガンダムF91
声 - 辻谷耕史 / 出典 - 機動戦士ガンダムF91
『2』から登場。

ゴッドガンダム
声 - 関智一 / 出典 - 機動武闘伝Gガンダム
デビルガンダムを単身で追い、ヒーローと会っても仲間にならなかったが、ウルトラキューブでマスターガンダムの罠にかかり閉じ込められていたところをヒーローと脱出し仲間になる。
ステータスは攻撃力とHPがウルトラ族に匹敵するほど高いが間接系が低く、スキルも攻撃系が多い。
また、本編では力を失っているのにもかかわらず、爆熱ゴッドフィンガーや石破天驚拳が使える描写がある。
『2』にも登場。

ウイングガンダムゼロ
声 - 緑川光 / 出典 - 新機動戦記ガンダムW
デスサイズヘルやダブルオーと共にチームトリニティに苦戦しているヒーローを援護し、目的が共通しているため協力する。
ステータスは間接系が高く防御が低く、スキルも間接系が多い。また、自分の残りHP分だけ敵のHPを減らすスキル「自爆」を所持する。
『2』には登場しない。

∀ガンダム
声 - 朴璐美 / 出典 - ∀ガンダム
『2』から登場。

ダブルオーガンダム（ダブルオーライザー）
声 - 宮野真守 / 出典 - 機動戦士ガンダム00
デザートキューブで、3人のマイスター＆アルトロンを除くガンダムチーム＆バースとともに、敵に抗戦している。
ステータスは全体的に少し低いが、スキル「トランザム」を使うと数ターン能力上昇する。
『2』にもダブルオーライザー（粒子貯蔵タンク型）登場するが戦闘には参加しない。

ダブルオークアンタ
声 - 宮野真守 / 出典 - 劇場版 機動戦士ガンダム00 -A wakening of the Trailblazer-
『2』から登場。ダブルオーライザーが進化した姿。

ユニコーンガンダム
声 - 内山昂輝 / 出典 - 機動戦士ガンダムUC
『2』から登場。

#### 仮面ライダーシリーズ
仮面ライダー1号
声 - 稲田徹 / 出典 - 仮面ライダー
2号と共にビギンズキューブで敵の罠にかかり凍りづけにされ、アジトキューブで再改造されかかるがヒーローに救出され仲間になる。
ステータスは攻撃力が高い反動で速度が低く、スキルも物理攻撃系が多い。
『2』では、DLCキャラクターとして登場。

仮面ライダーBLACK RX
声 - 倉田てつを / 出典 - 仮面ライダーBLACK RX
デザートキューブ軍事基地でジ・Oに捕らわれていたがヒーローに助けられ仲間になる。
ステータスは運が高く、スキルはHEROスキル以外単体攻撃がメイン。
『2』にも登場。

仮面ライダーBLACK
声 - 倉田てつを / 出典 - 仮面ライダーBLACK
『2』から登場。BLACK RXが力を失ってしまったためにBLACKの姿になってしまった。

仮面ライダー電王
声 - 関俊彦 （ソードフォーム）、遊佐浩二（ロッドフォーム）、てらそままさき（アックスフォーム）、鈴村健一（ガンフォーム）/ 出典 - 仮面ライダー電王
ライダーパスならびに予備のパスを盗んだネガタロスを追っているところをオーズに依頼する。ライダーパス奪取後、仲間になる。
ステータスは尖った点が無く、スキルの一部はサブクエストをクリアしないと解放できない。
『2』では、DLCキャラクターとして登場。

仮面ライダーW
声 - 桐山漣（翔太郎）、菅田将暉（フィリップ）/ 出典 - 仮面ライダーW
ビギンズキューブ到着後、オーズらと合流し、仲間になる。
ステータスは速度が一番高いが防御が低め。スキルはオーズと同じく、メインストーリーを進めないと解放されないスキルがある。
また、変身前の人間体が登場しないコンパチヒーローシリーズにおいて、珍しく変身前の名前（左翔太郎、フィリップ）が登場している。ただし、翔太朗やフィリップが人間の姿で出てくるわけではなく、本作では多重人格のように扱われている。
『2』にも登場。

仮面ライダーオーズ
声 - 渡部秀 / 出典 - 仮面ライダーオーズ/OOO
ライダー勢で最初に登場するヒーロー。謎の空間の探索中にνガンダムと出会い彼と行動を共にする。
スキルは平均的だが、序盤はタカ、トラ、バッタメダル以外を無くしているためメインストーリーを進めないと解放されないスキルが多い。
『2』にも登場。

仮面ライダーフォーゼ
声 - 堀曜宏 / 出典 - 仮面ライダーフォーゼ
『2』から登場。

仮面ライダーウィザード
声 - 白石隼也 / 出典 - 仮面ライダーウィザード
『2』から登場。

#### ウルトラシリーズ
ウルトラマン
声 - 黒部進 / 出典 - ウルトラマン
タロウ以外の兄弟と共にヤプールに捕らわれ、アジトキューブの採石場で磔にされていたがヒーローに救出され、5人の兄弟と共に仲間になる。
ステータスは速度が一番低いが打たれ強く、スキルもバランスがいい。
『2』では、DLCキャラクターとして登場。

ウルトラセブン
声 - 森次晃嗣 / 出典 - ウルトラセブン
ウルトラマンと同じくヤプールに捕らわれ磔にされ、ウルトラマンと同時期に仲間になる。
ステータスはウルトラマンと比べると少し高めで、スキルも属性が豊富。
『2』では、指揮をとる司令官の役割として登場し、物語を進めるとDLCキャラクターとして使用できるようになる。

ウルトラマンタロウ
声 - 石丸博也 / 出典 - ウルトラマンタロウ
ウルトラキューブでベリアルに敗北し凍りづけにされたが、ヒーローに救出され仲間になる。
ステータスは物理攻撃が高いが、スキルは間接系が多い。
『2』ではスパークドールズの姿でサブキャラクターとして登場。

ウルトラマンレオ
声 - 真夏竜 / 出典 - ウルトラマンレオ
『2』から登場。

ウルトラマンティガ
出典 - ウルトラマンティガ
『2』から登場。

ウルトラマンメビウス
声 - 福山潤 / 出典 - ウルトラマンメビウス
序盤はヒカリと行動していたが、ゼロ達と合流後、敵に捕らわれていたが救出され仲間になる。
ステータスは短所が無く扱いやすいが、スキルは単体攻撃が多く、全体攻撃がHEROスキルとクロスオーバースキルしかない。
『2』にも登場。

ウルトラマンゼロ
声 - 宮野真守 / 出典 - 大怪獣バトル ウルトラ銀河伝説 THE MOVIE（1）、ウルトラマンゼロ THE MOVIE 超決戦!ベリアル銀河帝国（2）
本編で最初に登場するヒーロー。謎の空間の探索中にハイザックと蝙蝠男に襲われているところをνガンダムとオーズに助けられ彼らと行動を共にする。
ステータスはバランスがよくスキルの揃いもいい。
『2』にも登場。

ウルトラマンギンガ
声 - 根岸拓哉 / 出典 - ウルトラマンギンガ
『2』から登場。

### アシストキャラクター

#### ガンダムシリーズ（アシスト）
メタス
出典 - 機動戦士Ζガンダム
ビギンズキューブではΖガンダムと共にハンブラビ隊に苦戦し、蜘蛛男に捕らわれウェザー・ドーパントの研究材料にされかけるも、ヒーローたちに救出される。
拠点での役割はアイテムラボの整理を担当している。アシスト効果は敵単体の間接攻撃力を下げる。

ビギナ・ギナ
出典 - 機動戦士ガンダムF91
『2』から登場。

ライジングガンダム
出典 - 機動武闘伝Gガンダム
『2』から登場。

ガンダムデスサイズヘル
出典 - 新機動戦記ガンダムW
デザートキューブではチームトリニティに苦戦するヒーローたちを援護し、ライドマシンの素材回収ではガンダニュウム合金入手部隊を担当する。
アシスト効果は味方全体の回避率を上げる。
ガンダムヘビーアームズ改
出典 - 新機動戦記ガンダムW
デザートキューブではアリオスと共にアントラーの巣の調査をし、ライドマシンの素材回収では武器奪取部隊を担当する。
アシスト効果は敵単体の速度を下げる。
ガンダムサンドロック改
出典 - 新機動戦記ガンダムW
デザートキューブではセラヴィーと共にガンダムチームのブレインを担当し、ライドマシンの素材回収では武器奪取部隊を担当する。
アシスト効果は敵単体の物理防御力を下げる。
アルトロンガンダム
出典 - 新機動戦記ガンダムW
原作と同じく、味方部隊とは別行動しサブクエストしか登場しない。
アシスト効果は敵全体をプレッシャー状態にする。

カプル
出典 - ∀ガンダム
『2』から登場。
ボルジャーノン
出典 - ∀ガンダム
『2』から登場。
フラット
出典 - ∀ガンダム
『2』から登場。

ケルディムガンダム
出典 - 機動戦士ガンダム00
デザートキューブでは他のマイスターとガンダムチームとバースと共に敵に抗戦し、ライドマシンの素材回収ではエメラル鉱石調達部隊を担当する。
アシスト効果は味方単体の間接攻撃力を上げる。
アリオスガンダム
出典 - 機動戦士ガンダム00
デザートキューブではヘビーアームズと共にアントラーの巣を調査し、ライドマシンの素材回収ではエメラル鉱石調達部隊を担当する。
アシスト効果は敵単体をスタン状態にさせる。
セラヴィーガンダム
出典 - 機動戦士ガンダム00
デザートキューブではサンドロックと共にガンダムチームのブレインを担当し、後半は原作と同じく肉体が死に、ヴェーダとのリンクに成功する。
アシスト効果は味方全体の間接防御力を上げる。

#### 仮面ライダーシリーズ（アシスト）
仮面ライダー2号
出典 - 仮面ライダー
敵に捕らわれ再改造されかかるがヒーローたちに救出され、仲間に加わる。
アシスト効果は味方単体の物理攻撃力を大幅に上げる。
『2』にも登場
モモタロス
出典 - 仮面ライダー電王
ビギンズキューブではネガタロスにライダーパスを奪われ奪取をヒーローに依頼する。
アシスト効果は味方単体のヒーローゲージを上げる。
また初登場では敵と間違われ攻撃されかかり、オーズがいた際オーズに助けを求めるが忘れかかりそうになる。
ウラタロス
出典 - 仮面ライダー電王
ビギンズキューブでは自分たちがキューブに迷い込んだ経緯を話し弁解に成功する。
アシスト効果は敵単体をパニック状態にさせる。
拠点内ではサブクエストルームを建設しそこのオーナーを担当する。
キンタロス
出典 - 仮面ライダー電王
ビギンズキューブではヒーロー達に名前を教えられなかったがゴッドガンダムの存在を教える。
アシスト効果は味方全体の物理防御力を上げる。
リュウタロス
出典 - 仮面ライダー電王
ビギンズキューブでは初めて見る怪獣とモビルスーツを見て楽しんでいる。
アシスト効果は味方単体の回避率を大幅に上げる。

仮面ライダーアクセル
出典 - 仮面ライダーW
ビギンズキューブでは宿敵ウェザードーパントを追い単身行動し、アクセルトライアルに変身し撃破する。
アシスト効果は味方単体の速度を大幅に上げ、トライアルは全体を上げる。
『2』にも登場(トライアルは登場しない)
仮面ライダーバース
出典 - 仮面ライダーオーズ/OOO
デザートキューブではガンダムチームの医療担当をし、ライドマシンの素材回収ではガンダニュウム合金入手部隊を担当する。
アシスト効果は敵全体をパニック状態にさせる。
『2』にも登場

アンク
出典 - 仮面ライダーオーズ/OOO
ビギンズキューブでネガタロスに倒されヒーローに救出されるもヤミーを追い単身行動するが、目的のため協力する。人間が出てこないというコンパチヒーローシリーズの伝統に準拠し、腕だけの姿で登場する。
本編の解説役を担当する。アシスト効果は味方全体の物理攻撃力を上げる。
『2』にも登場。

仮面ライダーメテオ
出典 - 仮面ライダーフォーゼ
『2』から登場。
仮面ライダーなでしこ
出典 - 仮面ライダー×仮面ライダー フォーゼ&オーズ MOVIE大戦MEGA MAX
『2』から登場。

仮面ライダービースト
出典 - 仮面ライダーウィザード
『2』から登場。
仮面ライダーメイジ
出典 - 仮面ライダーウィザード
『2』から登場。琥珀、青、緑の3人が登場。

#### ウルトラシリーズ（アシスト）
ゾフィー
出典 - ウルトラマン
アジトキューブでは十字架に磔にされ、ヒーローたちに救出される。その後はヒーローたちの指揮官を担当している。
アシスト効果は味方全体の間接攻撃力を上げる。

ウルトラマンジャック
出典 - 帰ってきたウルトラマン
アジトキューブでは重傷を負わされ磔にされるものの、ヒーローたちに救出される。
アシスト効果は味方全体の物理防御力を上げる。

ウルトラマンエース
出典 - ウルトラマンA
アジトキューブでは重傷を負わされ磔にされ、ウルトラマンと共にエースキラーに苦戦するヒーローたちにエネルギーを分け与え救出される。
アシスト効果は味方単体の間接攻撃力を大幅に上げる。
『2』には名前のみ登場
アストラ
出典 - ウルトラマンレオ
『2』から登場。

ウルトラマンヒカリ
出典 - ウルトラマンメビウス
ビギンズキューブでメビウスと行動しヒーローたちと合流しセラヴィーと共にブレインを担当する。
セラヴィーとは行動を共にすることが多く友情を築いたため、誰よりも彼の死を悲しんでいた。
アシスト効果は味方単体の間接防御力を大幅に上げる。
『2』にも登場。

ミラーナイト
出典 - ウルトラマンゼロ THE MOVIE 超決戦!ベリアル銀河帝国
『2』から登場。
グレンファイヤー
出典 - ウルトラマンゼロ THE MOVIE 超決戦!ベリアル銀河帝国
『2』から登場。
ジャンボット
出典 - ウルトラマンゼロ THE MOVIE 超決戦!ベリアル銀河帝国
『2』から登場。
ジャンナイン
出典 - ウルトラマンゼロ外伝 キラー ザ ビートスター
『2』から登場。

ウルトラマンタロウ（SD）
出典 - ウルトラマンギンガ
『2』から登場。（『1』ではプレイアブルキャラクター）

### リジェス
ウルトラ世界、ライダー世界、ガンダム世界の三つの敵対勢力がとある目的のために手を組んだ巨大組織。本作に登場する敵は全てリジェスに属している。

#### エネミーキャラクター
ガヴァドン
ハイザック
ハエ男
マスカレイド・ドーパント
クール星人
マラサイ
ガルバルディβ
ベムラー
蜘蛛男
スイーツ・ドーパント
メトロン星人
バリケーン
屑ヤミー
白ヤミー
蝙蝠男
マグマ・ドーパント
アストロモンス
アゲハヤミー
バラバ
ハンブラビ
シーモンス
シーゴラス
ボガール
ネガタロス
ネガ電王
ウェザー・ドーパント
ピンクラビットイマジン
ケムラー
チャップ
エアリーズ
エアリーズ(指揮官)
ファントン
トーラス
トラゴス
リーオー
アンフ
シャムネコヤミー
ティエレン
AEUヘリオン
サラマンドラ
トドギラー
ピラニアヤミー
バーザム
サメクジラ
サメヤミー
メタヘビー
スノーマンイマジン
アイスエイジ・ドーパント
キューブリカン
アントラー
メズール
ガンダムスローネアイン
ガンダムスローネツヴァイ
ガンダムスローネドライ
ジ・O
かまきり男
ネコヤミー
ダダ
ベムスター
ベロクロン
アイロス星人
バイソンヤミー
クレージーゴン
AEUイナクト
GN-X
バイアラン
バイラス・ドーパント
コックローチ・ドーパント
アノマロカリス・ドーパント
バウンド・ドック(A)
バウンド・ドック(B)
バウンド・ドック
ザンジオー
ギラ・ドーガ
ギラ・ドーガ(指揮官)
リクガメヤミー
ゲバコンドル
キングクラブ
ティエレンタオツー
蜂女
ベムスター(改造)
サボテンダー(改造)
ベロクロン(改造)
ガンダムヘブンズソード
鎧武者怪人
仮面ライダースカル
にせウルトラマン
ダミー・ドーパント
ザラブ星人
巨大グリード暴走態
エースキラー
ガッツ星人
メビウスキラー
アルティメット・D
巨大ヤプール
バルタン星人
ヴァイエイト
メリクリウス
バキシム
ガイナニンポー
シャプレー星人
ギラドラス
コブラ男
ユニオンリアルド
アッシマー
ユニオンフラッグ
ガンダー
ゴモラ
スノーゴン
ウー
レッドキング
オーバーフラッグ
ハイザック・カスタム
GN-XIII
ギャンゴ
スカル魔
スカル魔スター
バットイマジン
テンペラー星人
ナックル星人
グランドガンダム
ウヴァ
ウォルターガンダム
仮面ライダーガオウ
ザムシャー
ゼットン
ガメル
ティーレックス・ドーパント
バード・ドーパント
ギャプラン
ライノイマジン
ジェリーイマジン
ハンザギラン
バイオレンス・ドーパント
イカルス星人
マネー・ドーパント
アームズ・ドーパント
カブトヤミー
クワガタヤミー
ジャシュライン
ガブスレイ
オクトイマジン
クラーケンイマジン
ムルロア
クロウイマジン
ガザC
ブラックキング
イソギンジャガー
グランザイラス
シオマネキング
エレキング
キングパンドン
ヒルカメレオン
ライオンクラゲヤミー
カザリ
マスラオ
ボガールモンス
タブー・ドーパント
タイラント
ショッカーグリード
イカデビル
ガラガランダ
テラー・ドーパント
シャドームーン
モールイマジン
オートマトン
スコーピオンイマジン
アヘッド
グドン
ツインテール
カメバズーカ
ホビー・ハイザック
アヘッド スマルトロン
バッタヤミー
ケムジラ
デスアーミー
ジュエル・ドーパント
ロードラ
エレドータス
バルダック星人
ビルゴ
ゾーン・ドーパント
ブルトン
ガガ
ガデッサ
ガラッゾ
スサノオ
ジャークミドラ
マスターガンダム
デビルガンダム
ガンダムエピオン
レグナント
アルケーガンダム
リボーンズガンダム
ジャミラ
モチロン
ノーバ
マグマ星人
ムカデンダー
デスネイビー
デスバーディ
リフレクト星人
ソリチュラ
ルナチクス
ボーグ星人
グロスト
プテラノドンヤミー（雄）
プテラノドンヤミー（雌）
バードン
ガンダムヘッド
ジェロニモン
グランドマスターガンダム
恐竜グリード
ウルトラマンベリアル
デビルガンダム最終形態
仮面ライダーコア
ベリュドラ
デスビースト
ビルゴII
バルキー星人
ヤクト・ドーガ
パンドン
ボリノーク・サーマン
バラス・アテネ
ディガルーグ
クロイゼル
レオイマジン
メッサーラ
ゲルショッカー首領
サザビー
Uキラーサウルス・ネオ

#### ガーディアン
サイコガンダム
ギガンテス ヘブン
ギガンテス ヘル
エンプラス
宇宙ロボット キングジョー
アグリッサ
スーパークライス要塞
ギガンテス ハデス
無双鉄神 インペライザー
ロボット超人 ニセ・ウルトラセブン
ロボット怪獣 ビルガモ
サイコ・ガンダムMk-II
α・アジール
宇宙ロボット キングジョーブラック
キングダーク

#### エネミーキャラクター(『2』)
カヴァドン（A）
グール
マラサイ
アゲハヤミー
カネドラス
キューブリカン
ギラ・ドーガ
ギラ・ズール
マグマ・ドーパント
ダスタード
ヘルハウンド
マスカレイド・ドーパント
ガンガディン
チャップ
ネコヤミー
AEUヘリオン
アンフ
ベムラー
ハエ男
蜘蛛男
ハイザック
ガルバルディβ
クール星人
メトロン星人
ミノタウロス
バイソンヤミー
レッドキング
ゴルザ
アルター・ゾディアーツ
カメレオン・ゾディアーツ
リクガメヤミー
レギオノイド（α）
モビル・リブ
ウァッド
ラゴン
ドラゴリー
カーリー星人
グロマイト
フラット
デナン・ゾン
デナン・ゲー
ピンクラビットイマジン
トドギラー
バーザム
ハンブラビ
ケムラー
屑ヤミー
アイザック
ライオンクラゲヤミー
ピクシス・ゾディアーツ
ウルフ星人
アーストロン
アングロス
デスアーミー
ファントン
デスビースト
ティエレン
テラー・ドーパント
ガギ
ドライセン
ELS（小型）
ELS（大型）
エビル・エス
コックローチ・ドーパント
ザンジオー
バイアラン
バウンド・ドック
ベムスター
アイロス星人
ザク・マリナー
ジュアッグ
ゴブニュ（ギガ）
ゾゴック
ドワッジ
レイロンス
ゼー・ズール
キュルキュルテン
子バグ
親バグ
スカル魔
スカル魔スター
ノーム
バイオレンス・ドーパント
コーマ・ソディアーツ
メルバ
アッチペッチー
アイスエイジ・ドーパント
ウェザー・ドーパント
ガイナニンポー
バットイマジン
ヴァイエイト
メリクリウス
シャプレー星人
ギラドラス
ガンダムヘッド
オートマトン
バキシム
ガクマα
ガクマβ
ケットシー
ベキラ
デスネービー
デスバーディ
ハウンド・ゾディアーツ
サラマンドラ
ダークロプス
ユニオンリアルド
レギオノイド（β）
オリオン・ゾディアーツ
GN-X
ガイナガモス
ガゾート
レギオン
恐竜戦車
オクトイマジン
シオマネキング
ギャプラン
ガブスレイ
シャシュライン
マグマ星人
レッドギラス
ブラックギラス
ガイナバラス
ウォドム
ガガ
AEUイナクト
ブラックガロン
ライアー・ドーパント
パペティアー・ドーパント
ブニョ
ニセウルトラセブン（SR）
ニセウルトラマン（SR）
オーバーフラッグ
ハングラー
エースキラー（BS）
ズサン
キングジョー（BS）
バンゴ
シルバーブルーメ
インペライザー（BS）
リボーンズガンダム
ガデラーザ（ELS）
ガイナマイト
スクライド
カメバズーカ
ゾーン・ドーパント
アヘッド
ビルゴ
エレドータス
ブルトン
ガメロット
ガーゴイル
ツルク星人
ノーバ
ガザC
デモス
ケンドロス
スコーピオン・ゾディアーツ
ヒート・ドーパント
メタル・ドーパント
トリガー・ドーパント
ルナ・ドーパント
キャンサー・ゾディアーツ
メズール
ガメル
カザリ
ウヴァ
ゾイガー
エボリュウ
メタモルガ
ブラックテリナ
ブラックエンド
マヒロー
ゴッゾー
リブラ・ゾディアーツ
アヘッドスマルトロン
ビルゴII
ジャミラ
リフレクト星人
バッタヤミー
ムットゥー
キャノン・イルフート
ドラッツェ
イカルス星人
ガザD
バンデット
クロイゼル
レオイマジン
ヤクト・ドーガ
ボリノーク・サマーン
パラス・アテネ
メッサーラ
ホビーハイザック
仮面ライダーネガ電王
ジ・O
巨大ヤプール
プテラノドンヤミー・雄
プテラノドンヤミー・雌
ゼットン
仮面ライダーガオウ
ガッツ星人
ガンダムシュピーゲル
イカデビル
ガラガランダ
ダダ
アルケーガンダム
ヘラクレス・ゾディアーツ
恐竜グリード
Uキラーザウルス・ネオ
スコーピオン・ノヴァ
ダークロプスゼロ
スタークジェガン
クシャトリヤ
フェニックス
サンダーダランビア（SD）
ケムール人（SD）
キングパンドン（SD）
バルキー星人
イーゲル
仮面ライダーポセイドン
キャンサー・ノヴァ
アーマードダークネス
サドンダス
ノーベルガンダム
ウォルターガンダム
ベルガ・ダラス
ネロスガンダム
ガンダムヘブンズソード
イーヴィルティガ
超銀河王
ダギ・イルス
ビギナ・ギナ
デビルガンダム
マスターガンダム
ベルガ・ギロス
タイショー
ザラブ星人
ゲドリアン
ゲドルリドル
シャンブロ
仮面ライダーエターナル
ジョンブルガンダム
キングゲスラ
キングゴルドラス
キングシルバゴン
スーパーヒッポリト星人
ギガキマイラ
メフィラス星人
レオ・ゾディアーツ
ブラック指令
グランドガンダム
グランドマスターガンダム
デビルガンダム最終形態
アイアロン
ババルウ星人
ヘルガデム
ガテゾーン
ダークゴーネ
カイザーベリアル
アークベリアル
ユートピア・ドーパント
百目婆ァ
グランザイラス
ボスガン
シャーク将軍
ジャークミドラ
クライシス皇帝
ジャンキラー
ラフレシア
ビートスター
サジタリウス・ゾディアーツ
グレムリン
メデューサ
白い魔法使い
ローゼン・ズール
地獄のジャタール
タイラント
極悪のヴィラニアス
氷結のグロッケン
炎上のデスローク
魔導のスライ
ガタノゾーア
サジタリウス・ノヴァ
ターンX
グレムリン（進化体）
カイザーダークネス
ゼロダークネス
シナンジュ
ネオ・ジオング
岩石大首領
デモンゾーア
リジェス
シャドームーン
バンシィ
ダークルギエル

## 主題歌
第1作「EXTRICATION」
作詞 - 唐沢美帆 / 作曲 - 加藤裕介 / 歌 - 麻倉あきら

### 収録曲
『2』の『PREMIUM EDITION』に収録された楽曲。
機動戦士ガンダムF91
- 君を見つめて -The time I'm seeing you-
歌：森口博子

機動武闘伝Gガンダム
- 燃えあがれ闘志 忌まわしき宿命を越えて
- 我が心、明鏡止水されどこの掌は烈火の如く

∀ガンダム
- ターンAターン
歌：西城秀樹

機動戦士ガンダム00
- TRANS-AM RAISER
- FINAL MISSION〜QUANTUM BURST

機動戦士ガンダムUC
- UNICORN
- RX-0

仮面ライダーBLACK RX
- 仮面ライダーBLACK RX
歌：宮内タカユキ

仮面ライダーW
- W-B-X 〜W-Boiled Extreme〜
歌：上木彩矢 w TAKUYA

仮面ライダーオーズ/OOO
- Anything Goes!
歌：大黒摩季
- Time judged all
歌：火野映司×アンク（CV.渡部秀・三浦涼介）

仮面ライダーフォーゼ
- Switch On!
歌：土屋アンナ

仮面ライダーウィザード
- Life is SHOW TIME
歌：鬼龍院翔 from ゴールデンボンバー

ウルトラマンレオ
- ウルトラマンレオ
歌：真夏竜、コーラス：少年少女合唱団みずうみ

ウルトラマンティガ
- Brave Love, TIGA
歌：地球防衛団

ウルトラマンメビウス
- ウルトラマンメビウス
歌：Project DMM with ウルトラ防衛隊

ウルトラマンゼロ
- すすめ!ウルトラマンゼロ
歌：ボイジャー
- ULTRA FLY
歌：宮野真守

ウルトラマンギンガ
- ウルトラマンギンガの歌
歌：ボイジャー、千紗（girl next door）、マリア春菜、竹内浩明、根岸拓哉、宮武美桜、大野瑞生、雲母、草川拓弥